# Peter F. Stadler

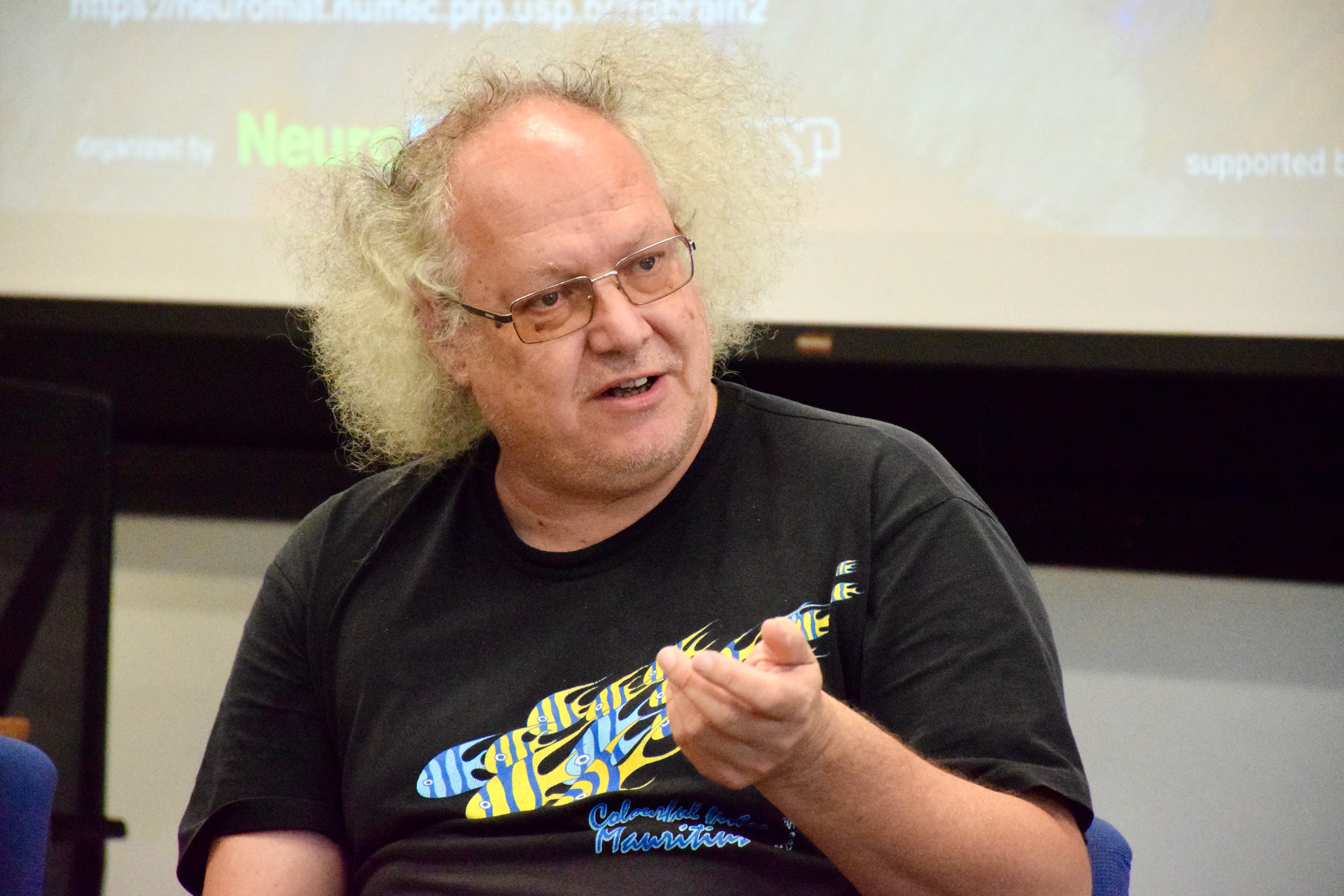
Peter F. Stadler

Peter Florian Stadler (* 24. Dezember 1965 in Wien) ist ein österreichischer Bioinformatiker und Chemiker.

## Leben
Stadler wuchs in Berndorf (Niederösterreich) auf. Er studierte Chemie, Mathematik, Physik und Astronomie an der Universität Wien. 1990 promovierte er bei Peter Schuster in Chemie. 1990 bis 1991 war er Postdoc bei Manfred Eigen am Max-Planck-Institut für Biophysikalische Chemie. Er habilitierte sich 1994 in Theoretischer Chemie an der Universität Wien und war dort bis 2002 tätig, zuletzt als außerordentlicher Universitätsprofessor. Stadler ist seit September 2002 Professor für Bioinformatik an der Universität Leipzig, seit 1994 Externes Fakultätsmitglied des Santa Fe Institute und seit 2010 korrespondierendes Mitglied im Ausland der mathematisch-naturwissenschaftlichen Klasse der Österreichischen Akademie der Wissenschaften.

## Wirken
Stadler beschäftigt sich mit evolutionärer Bioinformatik und mit RNA Bioinformatik auf Genomebene (RNomics).  Er leistete Beiträge zur Klärung der Rolle von RNA in der Genregulation. Er ist einer der meistzitierten Struktur- und Evolutionsbiologen im deutschsprachigen Raum.

## Auszeichnungen
- Novartis Preis für Chemie (2002).

## Schriften
Peter Stadler ist Koautor in weit mehr als 100 Publikationen, unter anderem:
- Landscapes and their correlation functions, 1996, J. Math. Chem. 20:1-45
- Mit Sonja J. Prohaska: Genes, 2008, Theory Biosci. 127:215-221.
- Mit Konstantin Klemm, Christoph Flamm: Funnels in Energy Landscapes, 2008, Eur. J. Phys. B 63:387-391.
- Mit Philipp Kapranov, Jill Cheng, Sujit Dike, David A. Nix, Radharani Duttagupta, Aarron T. Willingham, Jana Hertel, Jörg Hackermüller, Ivo L. Hofacker, Ian Bell, Evelyn Cheung, Jorg Drenkow, Erica Dumais, Sandeep Patel, Gregg Helt, Madhavan Ganesh, Srinka Ghosh, Antonio Piccolboni, Victor Sementchenko, Hari Tammana, Thomas R. Gingeras: RNA maps reveal new RNA classes and a possible function for pervasive transcription, 2007, Science 316: 1484–1488.
- Mit Stefan Washietl, Ivo L. Hofacker, Melanie Lukasser, Alexander Hüttenhofer: Mapping of conserved RNA secondary structures predicts thousands of functional noncoding RNAs in the human genome, 2005, Nature Biotechnology 23:1383-1390.
- Mit Marc Hellmuth, Nicolas Wieseke, Marcus Lechner, Hans-Peter Lenhof, Martin Middendorf: Phylogenomics with Paralogs, 2015, Proceedings of the National Academy of Sciences, 112(7):2058-2063